# Xalan

Logotype de Xalan - implémentation open source de XSLT et XPath

Xalan est un ensemble de bibliothèques et de logiciels open source populaire d'Apache Software Foundation, qui implémente le langage de transformation XML XSLT 1.0 et le langage XPath 1.0.
Le processeur Xalan XSLT est disponible pour les langages de programmation Java et C++.
Il combine la technologie de deux sources principales: un processeur XSLT initialement créé par IBM sous le nom LotusXSL, et un compilateur XSLT créé par Sun Microsystems sous le nom XSLTC.
Un adaptateur (ou wrapper) pour le langage Eiffel est disponible.